# Guderhandviertel
Guderhandviertel település Németországban, azon belül Alsó-Szászország tartományban. Lakosainak száma 1084 fő (2023. december 31.). Guderhandviertel Steinkirchen, Agathenburg és Dollern községekkel határos.

## Népesség
A település népességének változása:
| Lakosok száma | 1119 | 1113 | 1057 | 1058 | 1084 |
|               | 2016 | 2019 | 2021 | 2022 | 2023 |